# Ракова (Сучава)
Ракова (рум. Racova) насеље је у Румунији у округу Сучава у општини Удешти. Oпштина се налази на надморској висини од 314 m.

## Становништво
Према подацима из 2002. године у насељу је живело 304 становника, од којих су сви румунске националности.